# Fantabasket
Fantabasket è un gioco di fantasia come lo è il Fantacycling basato sulla pallacanestro che consiste nel gestire una squadra di basket virtuale composta da giocatori reali. Il Fantabasket è diventato popolare negli Stati Uniti d'America con il nome di Fantasy Basketball. Originariamente il gioco era legato al campionato di basket americano NBA (National Basketball Association), mentre oggi si è diffuso in tutto il mondo e riguarda anche altre competizioni locali e internazionali (Euroleague, Lega Basket Serie A, etc.).
Un grande contributo alla popolarità del gioco è stato dato da Dunkest che, a partire dal 2013, propone un portale di fantabasket dedicato ai tre principali campionati: NBA, Euroleague e Legabasket Serie A. Il fantabasket di Dunkest ogni anno raccoglie più di 200.000 fanta allenatori da tutto il mondo.
Un altro portale di riferimento per gli amanti di questo tipo di gioco è Sotto Canestro che, a partire dal 2014, propone un gioco manageriale di fantabasket dedicato ai campionati NBA, Euroleague, Legabasket Serie A e LNP Serie A2. Bisogna creare ll proprio club virtuale, scegliere gli sponsor e comporre il roster. Ad ogni turno di campionato si schiera la propria squadra scegliendo chi va in quintetto e chi in panchina e, soprattutto, per quanti minuti di gioco ognuno verrà impiegato, un dato sulla base del quale si otterrà poi il punteggio di giornata. Oltre ai fantacampionati, la grande novità è rappresentata delle fanta coppe, cui si accede secondo un meccanismo di qualificazione spiegato nel regolamento del gioco, presente sul sito internet. 

## Modalità di partecipazione
Esistono diverse tipologie di Fantabasket, differenziate dalla modalità di partecipazione e creazione della squadra.

### Roster a crediti fissi
In questa modalità di partecipazione, ad ogni giocatore di basket viene assegnato un valore di mercato (espresso in crediti virtuali) che può mutare nel tempo a seconda delle performance dello stesso.
La squadra virtuale può essere creata a partire da un determinato numero di crediti virtuali disponibili (normalmente sono 100 crediti), con i quali l'utente dovrà comporre il proprio roster.
I giocatori di basket sono quindi acquistabili da qualunque utente che, quindi, ha la possibilità di comporre il proprio roster come desidera.

### Roster a draft
La squadra virtuale viene creata attraverso un meccanismo ad aste in cui gli utenti mettono in gioco i crediti virtuali che hanno a disposizione (normalmente 100), offrendone una parte per acquistare i giocatori di basket che desiderano.
L'utente che offre il numero di crediti virtuali maggiore, acquista il giocatore di basket messo all'asta che, quindi, non potrà essere più acquistato dagli altri utenti.

## Modalità di gioco

### Rotisserie (ROTO)
Nella modalità rotisserie, le squadre virtuali degli utenti ottengono un punteggio determinato dalle statistiche dei giocatori che lo compongono. Tale punteggio determina la posizione nella classifica delle squadre virtuali che partecipano al gioco. La squadra virtuale che al termine della stagione accumula il punteggio più alto è la vincitrice del gioco.

### Head-to-head (H2H)
Nella modalità head-to-head, le squadre virtuali ottengono un punteggio determinato dalle statistiche dei giocatori che lo compongono e competono in sfide one-to-one contro altre squadre virtuali. Durante queste sfide, la squadra virtuale che accumula il punteggio più alto vince ottenendo dei punti che determinano la sua posizione in classifica.

## Punteggi
Durante il corso del gioco le squadre virtuali acquisiscono un punteggio determinato dalla performance dei giocatori reali. Le performance corrispondono con i dati statistici dei giocatori, come:
- Punti
- Assist
- Rimbalzi
- Stoppate
- Palle perse
- Falli

Ad ognuna delle precedenti statistiche viene assegnato un valore che, al termine della partita, andrà costituire il punteggio attribuito ad ogni singolo giocatore.